# لويس هيمون
لويس هيمون، (بالفرنسية: louis Hemon)، ولد في 12 أكتوبر 1880 وتوفي 8 يوليو 1913، وهو روائي كندي فرنسي ، انتقل إلى كندا في العام 1911، وكتب هناك رواية الشهيرة ”ماريا شابدولين - Maria Chapdelaine” والتي دفعت بالتأليف الروائي نحو الواقعية، ومنها كثر التأليف عن الريف والقرى.

## حياته[4][5]
ولد هيمون في بريست، باريس - فرنسا ، حيث كان يقيم مع عائلته، ودرس في مونتين وأتم الثانوية في مدارس لويس لو الكبرى. عمل سكرتير ثنائي اللغة في العديد من الوكالات البحرية، وبدءا من العام 1904، عمل محررا في مجلة الرياضة الباريسية. وبعد دراسته القانون واللغات الشرقية في جامعة السوربون، انتقل إلى لندن.
في العام 1911، انتقل إلى كندا، بدءا من مونتريال. وخلال عمله في مزرعة في منطقة لاك سان جان. كتب روايته المؤثرة «ماريا شابدولين» التي تصف حياة المستوطنين الأوائل في كندا، والتي قدمت في السينما الفرنسية في العام 1935.
أنجب لويس هيمون ابنة واحدة هي كاثلين ليديا، وهي ابنة ليديا أوكيلي التي كان يربطه معها علاقة حين كان في انجلترا.
توفي هيمون عندما صدمه قطار في تشابليو - أونتاريو. ولم يحظ بمجد انتشار روايته التاريخية على نطاق واسع والتي ترجمت ونشرت في أكثر من 20 لغة في 23 بلدا، في حين نشرت روايات أخرى له بعد وفاته.

## أشهر مؤلفاته[7]
* ليزي بلاكيستون 1908: Lizzie Blakeston
* ماريا شابدولين 1913: Maria Chapdelaine
كتابات على كيبيك سيتي 1913: Ecrits Sur Le Quebec
* لا حسناء كـ فويلا 1923: la Belle que voilà
* كولن - ميلارد 1924: Colin-Maillard
* قتال مالون، بوغيليست 1926: Battling Malone, pugiliste
* لا أعداء لمسيو ريبوس 1950: Monsieur Ripois et la Némésis

## روابط خارجية
- لويس هيمون على موقع IMDb (الإنجليزية)
- لويس هيمون على موقع الموسوعة البريطانية (الإنجليزية)
- لويس هيمون على موقع قاعدة بيانات الفيلم (الإنجليزية)